# Cyclone à la Jamaïque

Cyclone à la Jamaïque (A High Wind in Jamaica) est un film réalisé par Alexander Mackendrick en 1965 d'après le roman éponyme de Richard Hugues.

## Synopsis
Au XIXe siècle, à la suite d'un terrible cyclone à la Jamaïque, des colons anglais décident d'envoyer leurs enfants par bateau en Angleterre. En cours de route, le bateau est attaqué par un navire pirate commandé par Chavez. Les enfants se retrouvent embarqués à l'insu des pirates sur leur bateau et devront vivre avec eux les différents péripéties de leurs aventures. Peu habitué à de tels passagers, le capitaine Chavez finit par s'humaniser à leur contact alors que l'équipage pense que les enfants leur portent malheur.

## Fiche technique
- Titre original : A High Wind in Jamaica
- Réalisation : Alexander Mackendrick
- Scénario : Stanley Mann, Ronald Harwood, Denis Cannan, d'après le roman de Richard Hugues
- Photographie : Douglas Slocombe
- Musique : Larry Adler
- Montage : Derek York
- Production : John Croydon(20th Century Fox)
- Procédé et format : Couleurs Deluxe color/35 mm CinémaScope
- Durée : 103 minutes
- Date de sortie : États-Unis : 16 juin 1965
- Affiche : Raymond Elseviers (titre : Pleins Feux sur la Jamaïque, Belgique)

## Distribution
- Anthony Quinn (VF : Henry Djanik) : Chavez
- Deborah Baxter : Emily
- James Coburn (VF : Jean-Pierre Duclos) : Zac
- Dennis Price (VF : Pierre Leproux) : Mathias
- Lila Kedrova (VF : Elle-même) : Rosa, patronne du Tampico Bar
- Nigel Davenport (VF : René Arrieu) : Mr Thornton
- Isabel Dean (VF : Jacqueline Porel) : Mme Thornton
- Kenneth J. Warren (VF : Claude Bertrand) : Capt. Marpole
- Ben Carruthers (VF : Serge Lhorca) : Alberto
- Gert Fröbe : le capitaine hollandais Vandervort du Brunhilde
- Gordon Richardson (VF : Richard Francœur) : le juge du tribunal
- Brian Phelan : Curtis
- Trader Faulkner : un pirate
- Charles Laurence : Tallyman
- Charles Hyatt : un pirate
- Dan Jackson : un pirate
- Vivienne Ventura : Margaret Fernandez
- Philip Madoc : un garde civil

## Commentaire
Se félicitant de la parution du film en DVD, Jean-François Rauger, chroniqueur au Monde, écrit notamment : « Cyclone à la Jamaïque constitue une nouvelle et originale dimension du film d'aventures maritimes. Les conventions du genre sont insidieusement détournées pour déboucher sur une réflexion non dénuée de cruauté, sur l'enfance, l'apprentissage de la vie, la civilisation et l'innocence. (...) Inversant ainsi toute vision manichéenne, le film d'Alexander Mackendrick complique la relation entre enfance et âge adulte, sauvagerie et civilisation, une relation qui ne peut être dissociée des rapports de classe. » (in : Le Monde, 6/04/2011). Anthony Quinn, « pour une fois tout en nuances », (Michel Marie, in : Dictionnaire mondial des films, Editions Larousse)  et James Coburn restituent, selon lui, chacun pour ce qui le concerne, une de leurs meilleures incarnations.